# Karl Ritter (réalisateur)
Pour les articles homonymes, voir Karl Ritter et Ritter.

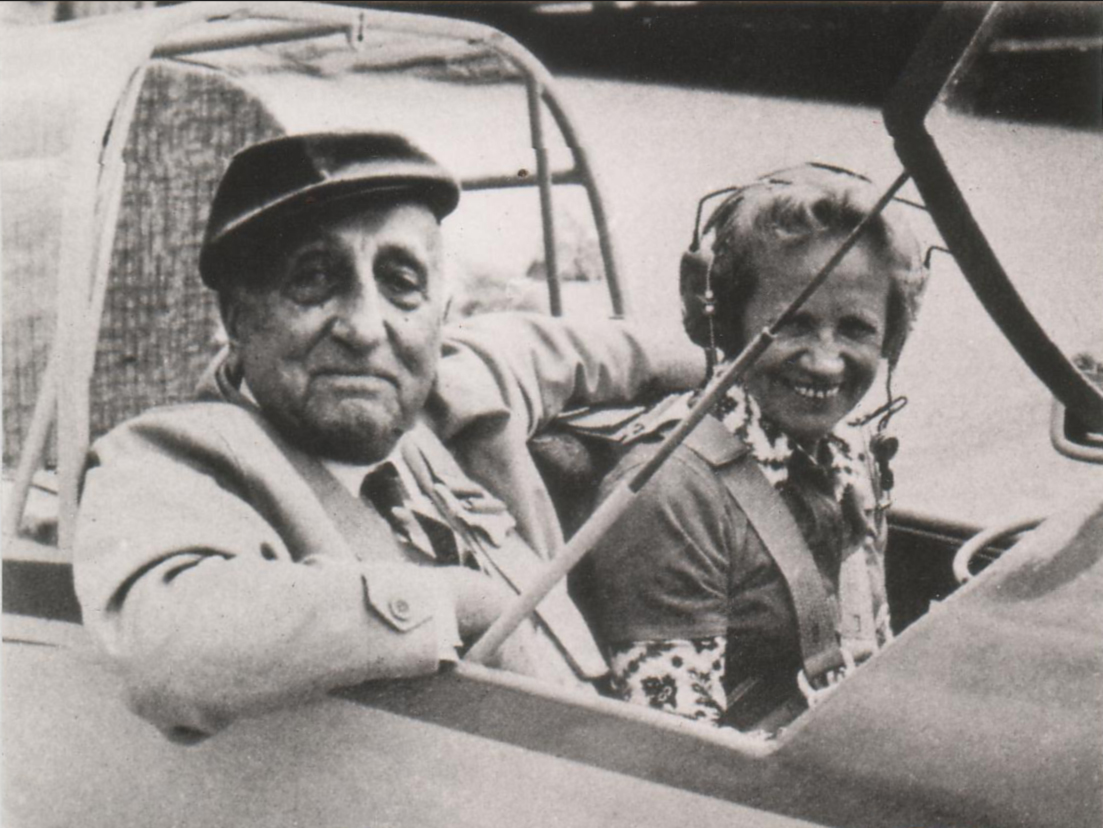
Karl Ritter et Hanna Reitsch en 1968.

Karl Ritter (né le 7 novembre 1888 à Wurtzbourg, en Royaume de Bavière et mort le 7 avril 1977  à Buenos Aires, en Argentine) est un réalisateur et scénariste allemand.

## Biographie
Karl Ritter est connu pour avoir réalisé d'importants films de propagande sous le Troisième Reich. Il s'est spécialisé dans les films documentaires et, particulièrement, dans les films d'aviation.
Ancien combattant de la Grande Guerre, il a exalté les valeurs militaires et célébré le courage des pilotes allemands pendant la guerre d'Espagne comme pendant la Seconde Guerre mondiale. Ses films les plus célèbres sont Légion Condor (1939) et surtout Stukas (1941).
Après la chute du régime nazi, il s'est enfui en Argentine. Il est retourné en Allemagne en 1954 et y a tourné deux films.

## Filmographie partielle
- 1933 : Le Jeune Hitlérien Quex (Production)
- 1936 : Régiment de femmes (de) (Weiberregiment)
- 1938 : Pour le mérite
- 1939 : Die Hochzeitsreise, adaptation du roman Le Voyage de noce de Charles De Coster
- 1939 : Im Kampf gegen den Weltfeind
- 1939 : Légion Condor (de)
- 1941 : Les Cadets
- 1941 : Stukas
- 1941 : L'Appel du devoir (Über alles in der Welt)
- 1943 : Besatzung Dora
- 1945 : La Vie continue (de)
- 1954 : Procureure Corda (de)
- 1954 : Bal des nations (de)